# ランディ・コンスエグラ
ランディ・ミゲル・アルマンザ・コンスエグラ（Randy Miguel Almanza Consuegra、1989年10月14日 - ）は、コロンビアのアトランティコ県バランキージャ出身のプロ野球選手(投手)。現在は、リーガ・コロンビアーナ・デ・ベイスボル・プロフェシオナルのカイマネス・デ・バランキージャに所属している。

## 経歴

### プロ入りとレッドソックス傘下時代
2007年は、傘下ルーキーリーグのドミニカン・サマーリーグ・レッドソックスで14試合(8試合で先発)登板し、4勝2敗1セーブ、防御率2.59、38奪三振を記録した。
2008年も、傘下ルーキーリーグのドミニカン・サマーリーグ・レッドソックスで3試合に登板した傘下ルーキーリーグのドミニカン・サマーリーグ・レッドソックス
2009年は、傘下ルーキーリーグのガルフ・コーストリーグ・レッドソックスで12試合(9試合で先発)登板し、4勝4敗、防御率2.98、49奪三振を記録した。
2010年は、傘下ショートシーズンAのローウェル・スピナーズで2試合に先発登板した。

### レッドソックス退団後
レッドソックス退団後は、母国コロンビアの野球リーグであるリーガ・コロンビアーナ・デ・ベイスボル・プロフェシオナルのカイマネス・デ・バランキージャでプレーしている。
2012年11月には、第3回WBC予選のコロンビア代表に選出された。
2016年3月11日に第4回WBC予選のコロンビア代表に選出されたことが発表され2大会連続2度目の選出を果たした。

## 詳細情報

### 代表歴
- 2013 ワールド・ベースボール・クラシック・コロンビア代表
- 2017 ワールド・ベースボール・クラシック・コロンビア代表